# De wereld volgens Kiekeboe
De wereld volgens Kiekeboe is het 74ste stripverhaal van De Kiekeboes. De reeks wordt getekend door striptekenaar Merho. Het album verscheen in oktober 1997.

## Verhaal
De familie Kiekeboe is op vakantie in een luxueus vakantiepark. Maar tijdens het zwemmen verdwijnt Marcel Kiekeboe in de buis van een waterglijbaan. Op een al even geheimzinnige manier komt Kiekeboe enkele dagen later in zijn zetel terecht. De volgende dag doet hij zijn verhaal bij de onderzoeksrechter en een ufoloog, Stanley Mess: tijdens het glijden in de buis kwam hij in een soort andere wereld terecht, Merhopolis. Merhopolis is de aarde over 5000 jaar. Nadat de wereld door een gigantische ramp (het is niet duidelijk welke) was verwoest groeven de overlevende mensen allerlei Kiekeboe-albums op. Ze vonden deze zo leuk dat ze hun hele cultuur op de albums hebben gebaseerd. De leider is Marcellus de 112de, die erg veel op Kiekeboe lijkt. Maar niet iedereen heeft het zo voor Kiekeboe, zeker niet Marcellus' grote tegenspeler Chrislam...